# Giovani bruciati
Giovani bruciati (Murder in New Hampshire: The Pamela Wojas Smart Story) è un film tv del 1991, diretto da Joyce Chopra. È ispirato alla storia vera dell'insegnante Pamela Smart, che nella città di Derry, nel New Hampshire, sedusse un alunno quindicenne e lo convinse ad uccidere il marito, Gregg Smart.

## Trama
Pamela Smart è una giovane e affascinante insegnante di liceo stufa del suo lavoro e di suo marito Gregg, che intraprende una relazione clandestina con uno dei suoi studenti, Billy Flynn, e lo convince ad uccidere il marito, promettendogli del sesso e una piccola somma di denaro. Scoperto il complotto da parte degli inquirenti, Billy confessa il delitto e in tribunale dà la colpa a Pamela per averlo manipolato. Nel corso di un controverso processo di grande risonanza mediatica, Pamela viene condannata all'ergastolo senza condizionale e Billy all'ergastolo con possibilità di condizionale dopo 28 anni. 